# Erzsébet
Erzsébet is een plaats (község) en gemeente in het Hongaarse comitaat Baranya. Erzsébet telt 338 inwoners (2001). De afstand over de weg tot de hoofdstad Boedapest is ongeveer 190 km (reistijd ca. 2,5 uur). De reistijd tot de studentenstad Pecs bedraagt ongeveer 25 minuten met de auto. Er is een kleine supermarkt in het dorpje, een bed en breakfast en een kerkje.

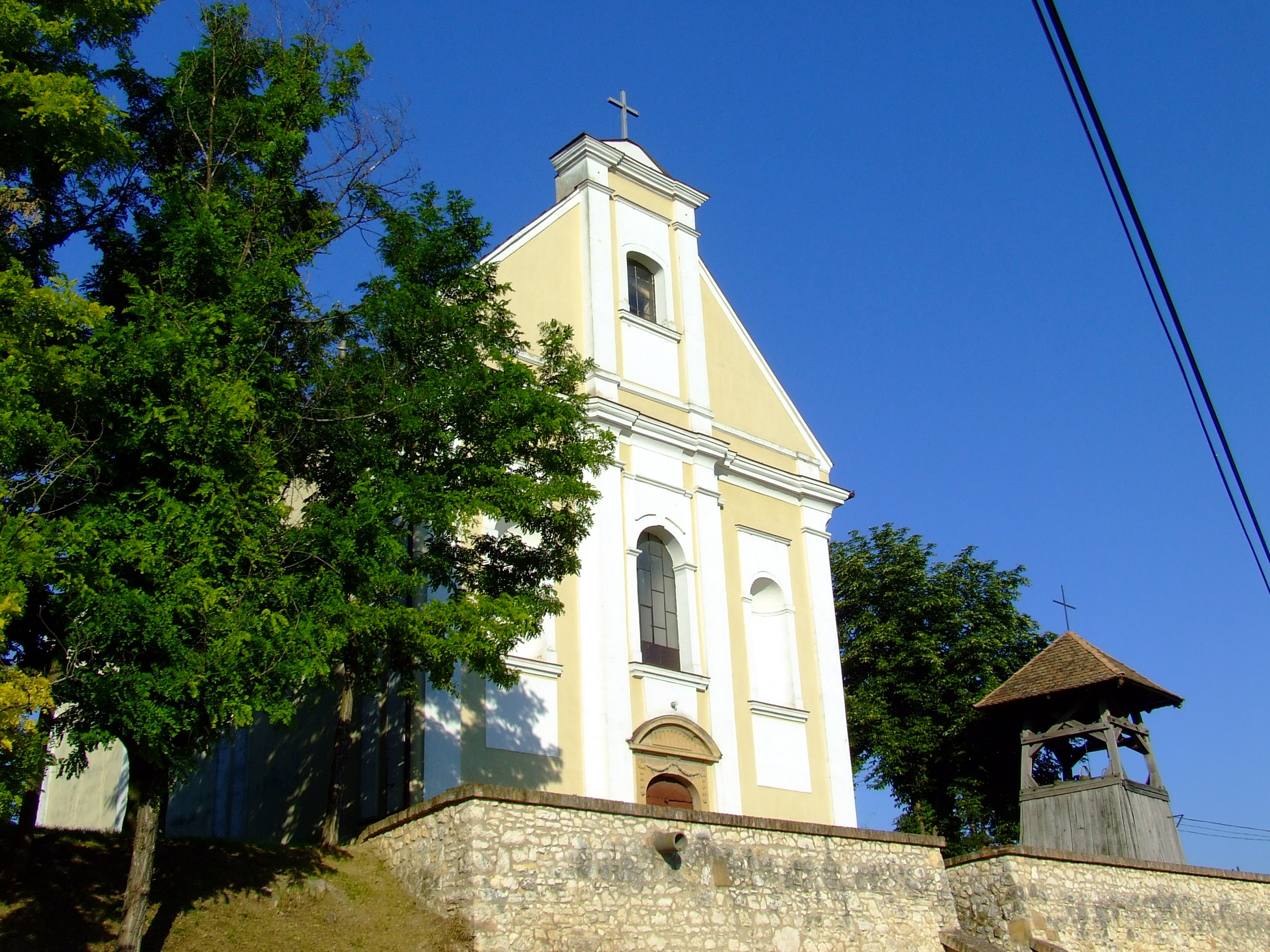
Kerk in Erzsébet
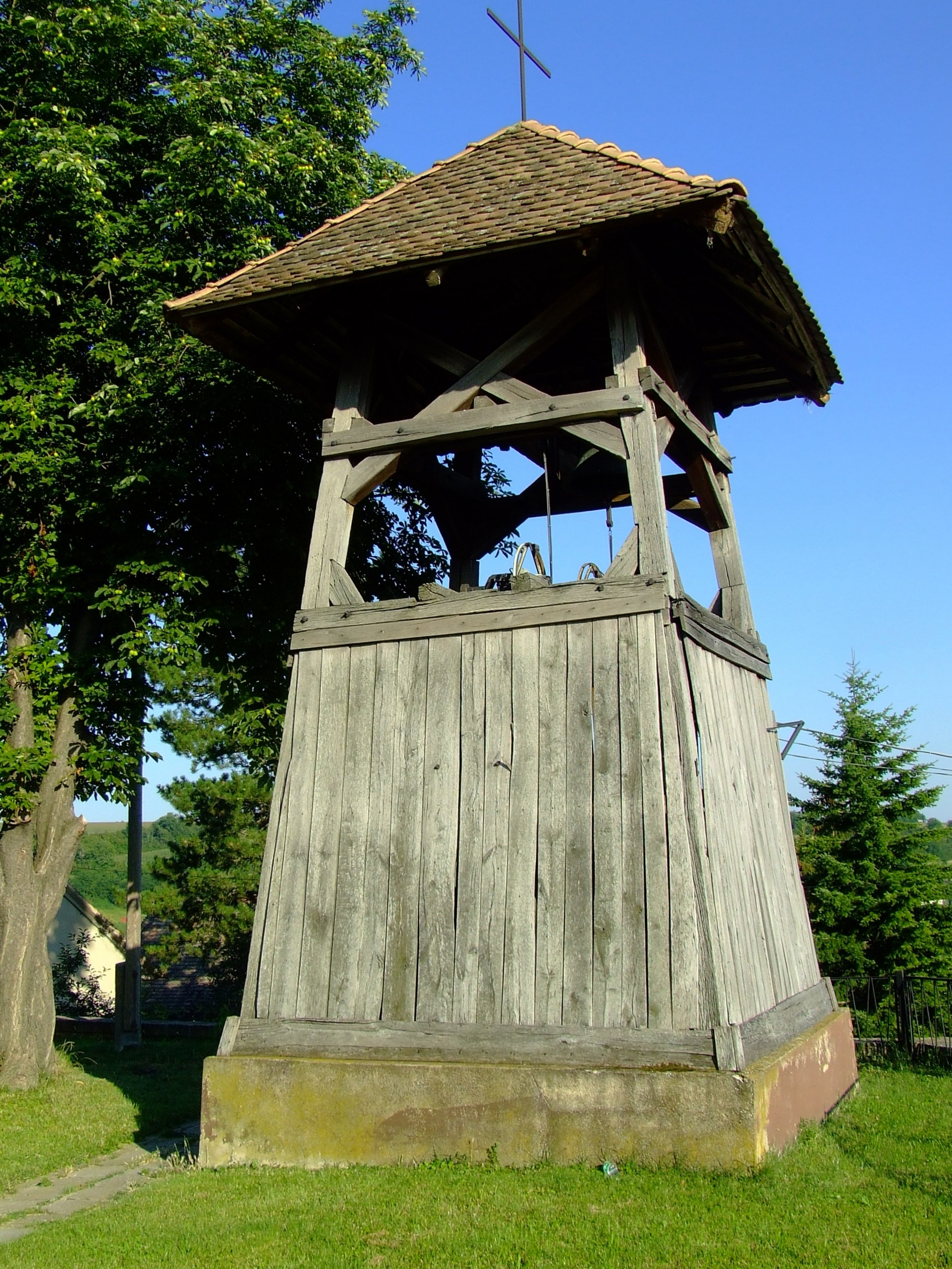
Kerkklok